# Полное (поселение)
Полное — алано-славянское поселение, находившееся в бассейне Северского Донца в конце IX — первой половине X века.

## Описание
Поселение находится у основания крупных возвышенностей правого берега реки Полная, где в неё впадает балка Богучаровская, в 20 км западнее от города Миллерово, Ростовская область. Поселение расположено на двух мысовых плато первой надпойменной террасы по обеим сторонам балки. Восточная половина селения намного больше западной. С краю западной площадки начались раскопки на площади около 500 м². Было изучено одно жилое сооружение и пять хозяйственных ям.

### Керамика
Из керамических изделий были найдены амфоры так называемого «салтовского типа». Отличительной чертой найденных в поселении амфор является почти абсолютное отсутствие в нём керамики с добавлением шамота. Большая часть подобных сосудов созданы из тонко отмученного теста с добавлением мелких вкраплений извести. На трёх черепках замечены буквенные, скорее всего, греческие, надписи.
Примечательно единообразие состава лепной массы амфорной керамики Полного, уникальное для селений Нижнего Дона. В лепной бытовой керамике Полного также прослеживаются некоторые характерные роменско-боршевские элементы. Лепные горшки с длинным прямым горлышком и выпуклыми дуговыми плечиками имеют славянские черты. Подобные сосуды находят среди керамики и роменских, и боршевских поселений. Сосуды с оттопыренным венчиком и пальцевыми оттисками типичны и для салтово-маяцких, и для роменско-боршевских артефактов. Так или иначе, сосуды такого типа с добавлением песка следует относить к салтовским, а с добавлением шамота — к славянским. Добавление шамота в лепную бытовую керамику имело место в ряде роменско-боршевских поселений. Несмотря на отсутствие на сосудах типичного славянского верёвочного орнамента, не стоит отрицать их славянское происхождение, подобная ситуация наблюдалась в Животинном городище боршевской культуры. Помимо керамики славянский этнический элемент подтверждают костяные амулеты — сверленные астрагал и клык лисы.

### Скотоводство
Видовой состав скота Полного значительно розниться с прочими салтово-маяцкими поселениями как Нижнего, так и Верхнего Подонья и Подонцовья. В поселении Полном в составе скота преобладает свинья, при этом в других салтовских поселениях это животное разводили в небольшом числе только на Ломакине и Новолимаревке. Свинья преобладает только в славянских поселениях Верхнего Дона и Оки.
Состав найденного скота в поселении был следующим: свинья домашняя — 25 %, овца, коза — 24,9 %, бык домашний — 19,5 %, лошадь — 16,6 %, собака, косуля, кабан, бобр, сурок — по 2,8 %.

### Этнический состав
Этнический состав населения Полного также во многом был изучен благодаря керамике. В частности в поселении нет котлов с внутренними ушками — типичного изделия болгар-кочевников. Для керамики поселения характерна пробойная технология крепления ручек, такой метод крепления ручек явно указывает на Центральное Предкавказье и на алан, которые изобрели эту технику.
Поселение Полное населяли оседлые земледельцы и скотоводы, также там жили ремесленники. В этническом составе преобладали аланы и славяне-боршевцы, пришедшие с Верхнего Дона.